# Crypteria haploa
Crypteria haploa är en tvåvingeart som beskrevs av Alexander 1960. Crypteria haploa ingår i släktet Crypteria och familjen småharkrankar. Inga underarter finns listade i Catalogue of Life.